# سس اسپانیول

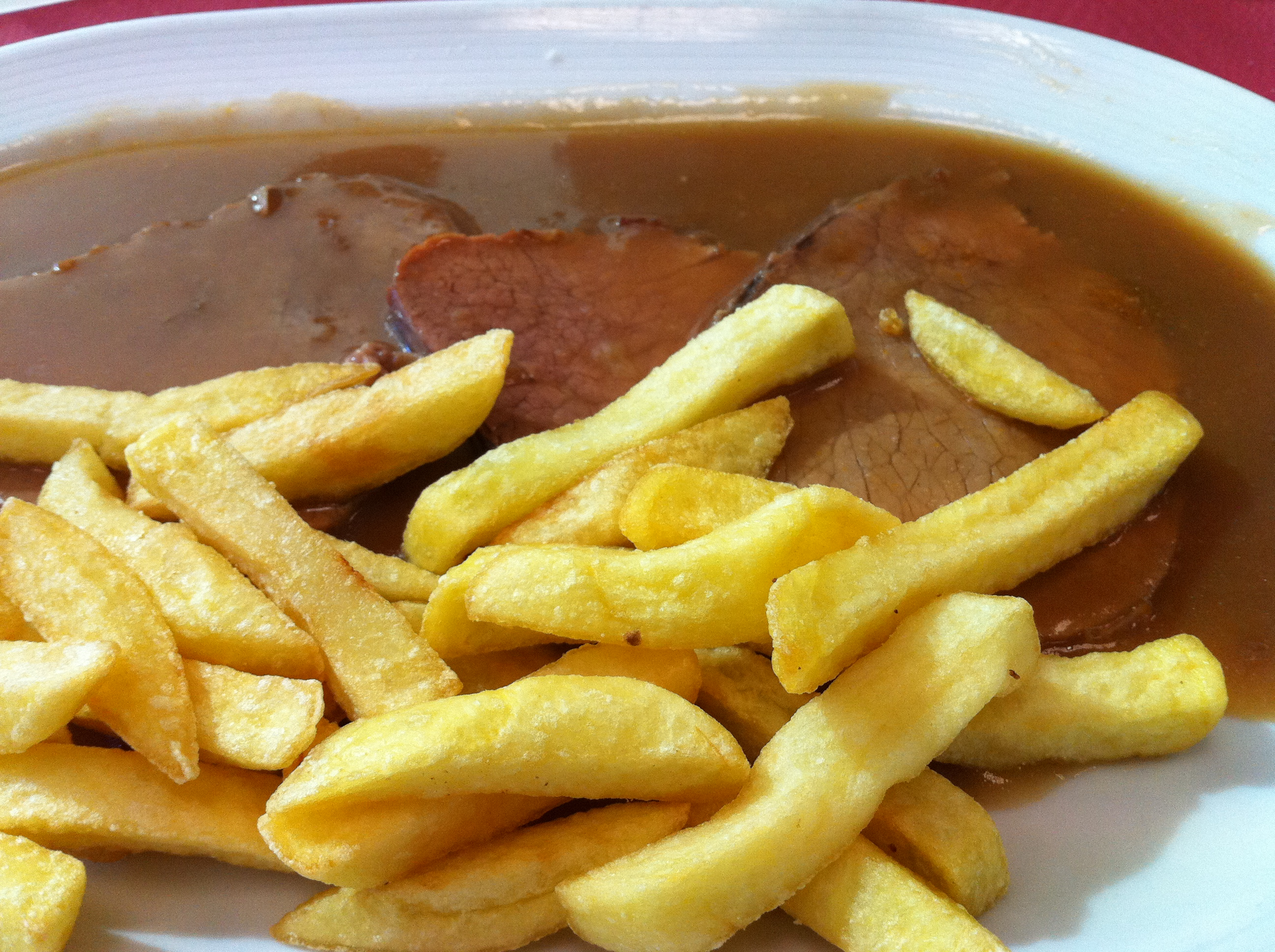
سس اسپانیول

سس اسپانیول (انگلیسی: Espagnole sauce) از سس‌های فرانسوی و یکی از پنج سس مادر آگوست اسکوفیر در  آشپزی کلاسیک فرانسوی است. اسکوفیر رسپی سس را منتشر کرد و تا به امروز استفاده میشود.
سس اسپانیول دارای طعم و عطر به شدت قوی می‌باشد و کمتر به‌طور مستقیم بر روی غذا استفاده می‌شود. سس اسپانیول همانند سس‌های دیگر فرانسوی پایه بسیاری از سس‌های در سراسر دنیا می‌باشد.
به‌طور سنتی سس اسپانیول از آرد و کره تفت داده (روو)، استاک گوشت یا آب، سبزیجات استاک، ادویه‌جات و پوره گوجه فرنگی تهیه می‌شود و در کنار بسیاری از غذاهای گوشتی سرو می‌شود.
گمانه زنی دربارهٔ نام و تاریخچه این سس بسیار است، برخی معتقدند این سس اتصال آشپزی فرانسوی و اسپانیایی است و برخی دیگر نیز معتقدند یک آشپز اسپانیایی با یکی از درباریان لویی سیزدهم ازدواج می‌کند و بعد از ساخت و ابداع آن، این سس را به افتخار او سس اسپانیول نامگذاری می‌کنند